# Плеш (округ Лученец)
Плеш (словац. Pleš) — село, громада округу Лученець, Банськобистрицький край, центральна Словаччина, регіон Новоград. Кадастрова площа громади — 9,78 км².
Населення 180 осіб (станом на 31 грудня 2017 року).

## Історія
У селі виявлено насип кургану Пізньої кам'яної доби. Перша письмова згадка про Плеш датується 1246 роком. Згідно з згадками, у селі займались землеробством та вівчарством. З 1397 року село є парафією.

## Населення
| Рік:            | 1994. | 2004.   | 2014.   | 2024.    |
| --------------- | ----- | ------- | ------- | -------- |
| Кількість осіб: | 223   | 235     | 223     | 185      |
| Різниця:        |       | +5,38 % | -5,10 % | -17,04 % |

| Рік:            | 2023. | 2024.   |
| --------------- | ----- | ------- |
| Кількість осіб: | 188   | 185     |
| Різниця:        |       | -1,59 % |